# Friendship Highway

La strada Lhasa–Katmandu meglio conosciuta come Friendship Highway (autostrada dell'Amicizia), è uno dei grandi assi stradali che superano l'Himalaya. Lunga 920 km, collega Lhasa, il capoluogo del Tibet e Katmandu, la capitale del Nepal.
Il tronco sul territorio nepalese, lungo 114 km, è conosciuto col nome di Araniko Highway o Araniko Rajmarg e collega Katmandu al villaggio di frontiera di Kodari.
La Arniko Highway termina al ponte dell'Amicizia (in inglese Friendship Bridge) che rappresenta la frontiera tra la Cina ed il Nepal, ad un'altitudine di 1 750 m.
Nel Tibet, la strada, lunga 806 km, costituisce la parte più occidentale della strada nazionale cinese n. 318 (China National Highway 318), che collega Shanghai a Zhangmu (Dram). Supera tre passi montani sopra i 5 000 m d'altitudine (Gyatso La: 5 260 m, Lalung La: 5 050 m, Tong La: 5 150 m) e congiunge Shigatse, Lhatsé, Tingri, Nyalam (Tsongdu) fino alla città di frontiera di Zhangmu.

## Storia
La strada venne costruita negli anni sessanta per facilitare il commercio tra il Nepal ed il Tibet. Prima della costruzione della strada, occorrevano circa 45 giorni per andare da Katmandu a Lhasa attraverso il passo di Kouti (in lingua nepali) o Nyalam (in tibetano). Il trasporto degli uomini e delle mercanzie avveniva, dal lato tibetano, con muli, piccoli cavalli e yak, e, dal lato nepalese, principalmente tramite portatori.

## Manutenzione
La strada esige parecchia manutenzione. Infatti, dopo la pianura della valle dello Yarlung Tsangpo, attraversa rilievi in cui le pendenze sono notevoli e dove le frane e gli smottamenti sono all'ordine del giorno, anche nella stagione secca, bloccandone il percorso.

## Monumenti e paesaggi
La strada permette di ammirare importanti monumenti culturali e naturali, quali la città di Shigatse, antica residenza del Panchen Lama, l'alta valle del Yarlung Tsangpo, vaste distese di prati, montagne, tra cui cinque delle vette più alte del mondo: l'Everest, il Lhotse, il Makalu, lo Cho Oyu ed il Shisha Pangma.

## Galleria d'immagini

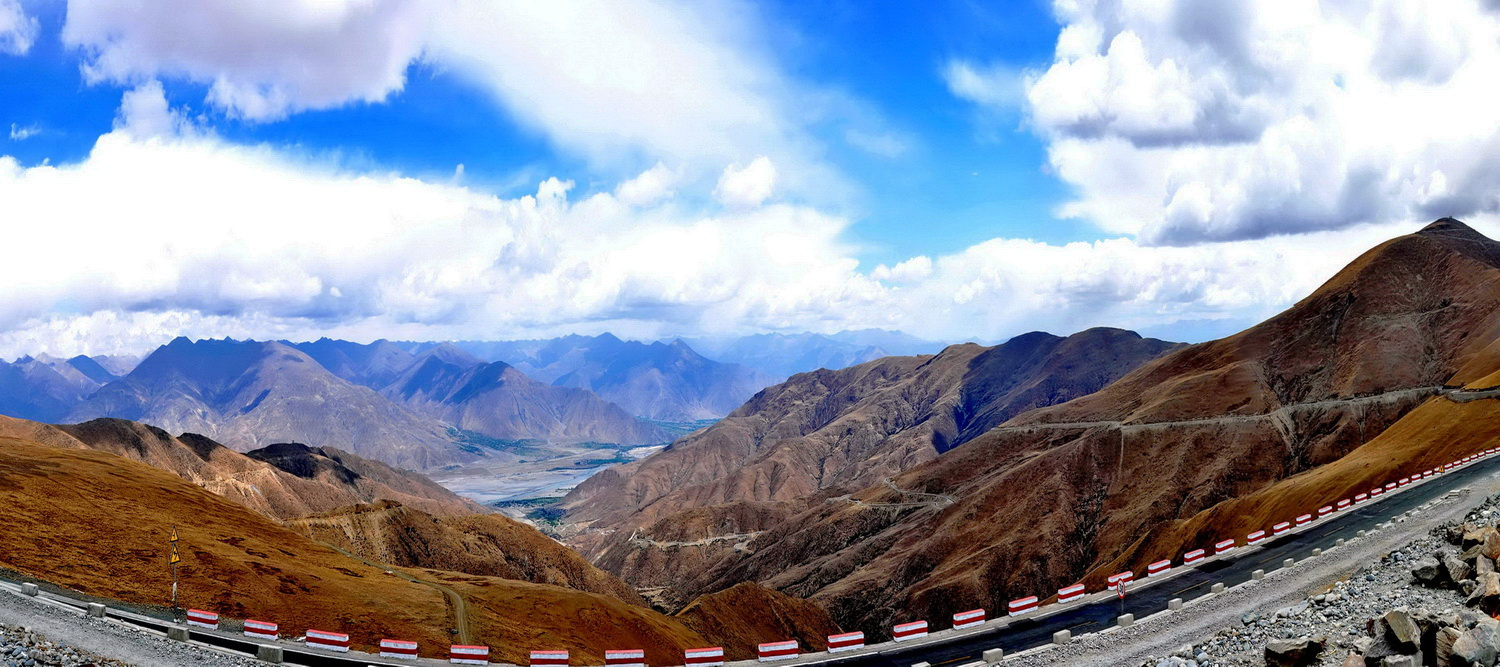
RN S307: il valico di Kampa (4 800 m), il primo dopo Lhasa.
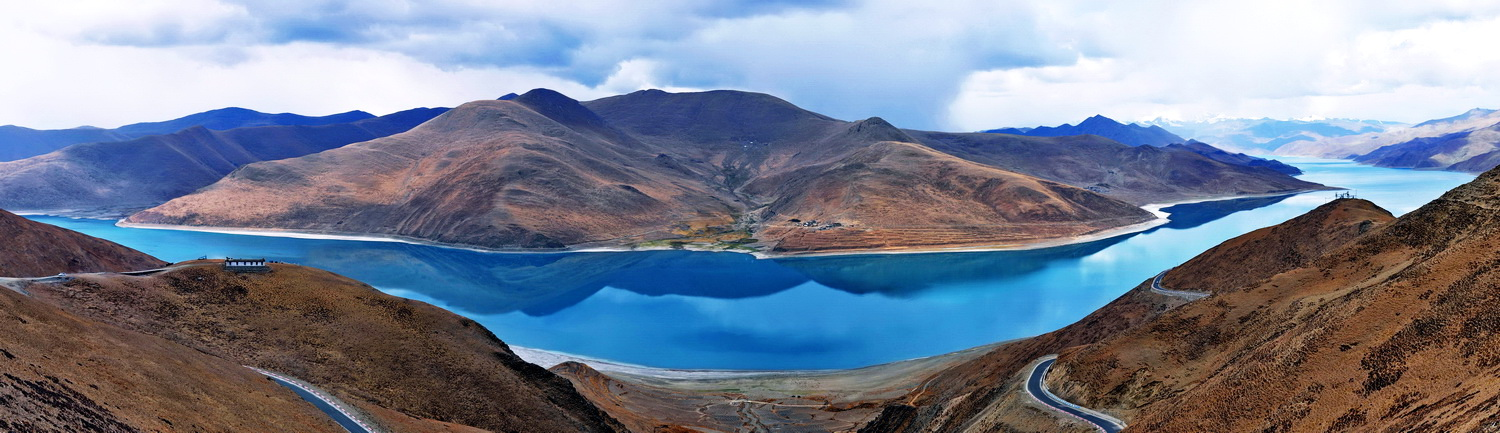
Il Lago Yamdrok-Tso, dopo il valico di Kampa.
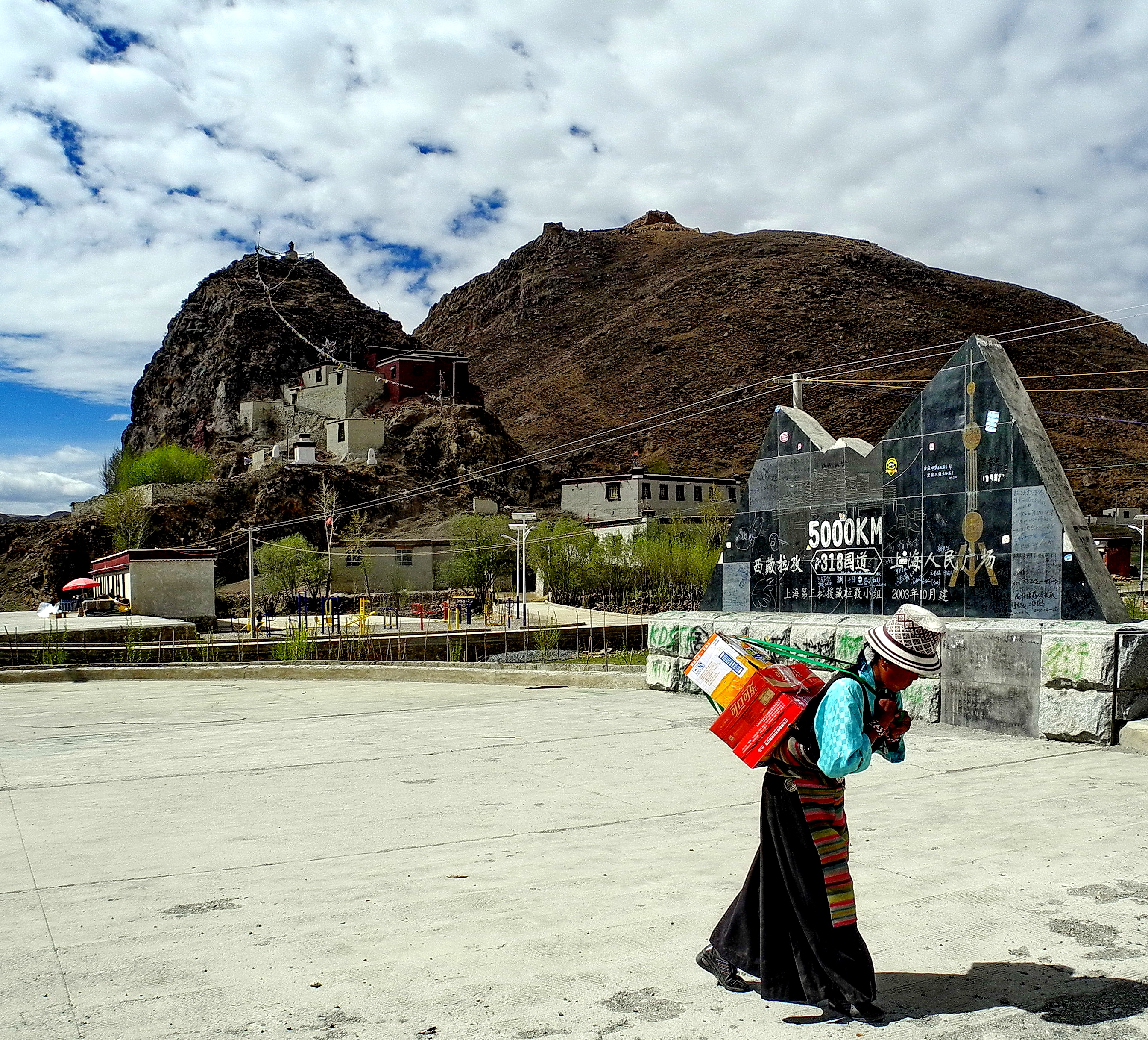
RN G318 (tratto cinese della Shanghai-Katmandu) dopo Shigatse.
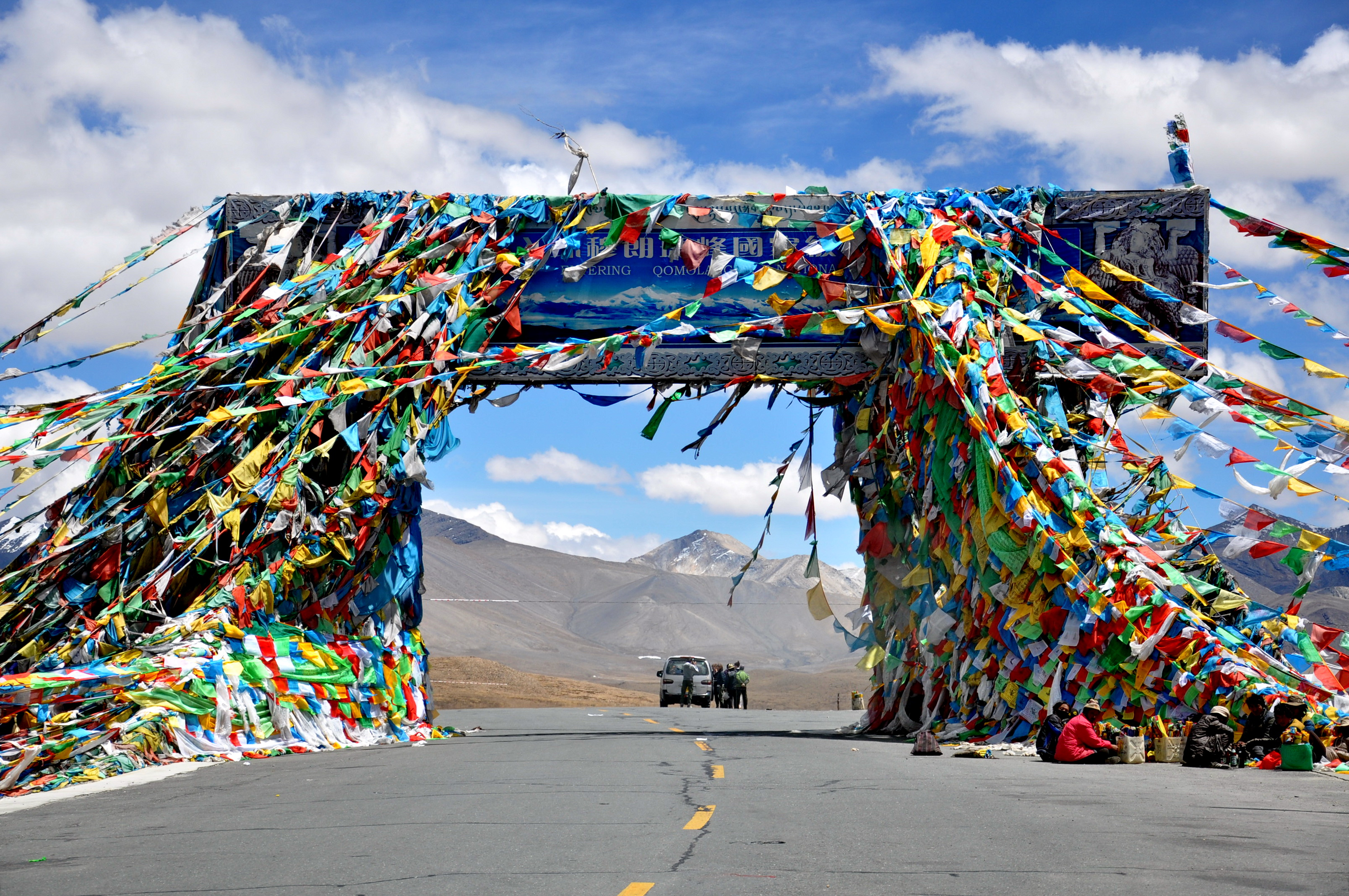
RN G318 (tratto cinese della Shanghai-Katmandu): il passo di Gyatso (o di Lhakpa) (5 260 m).
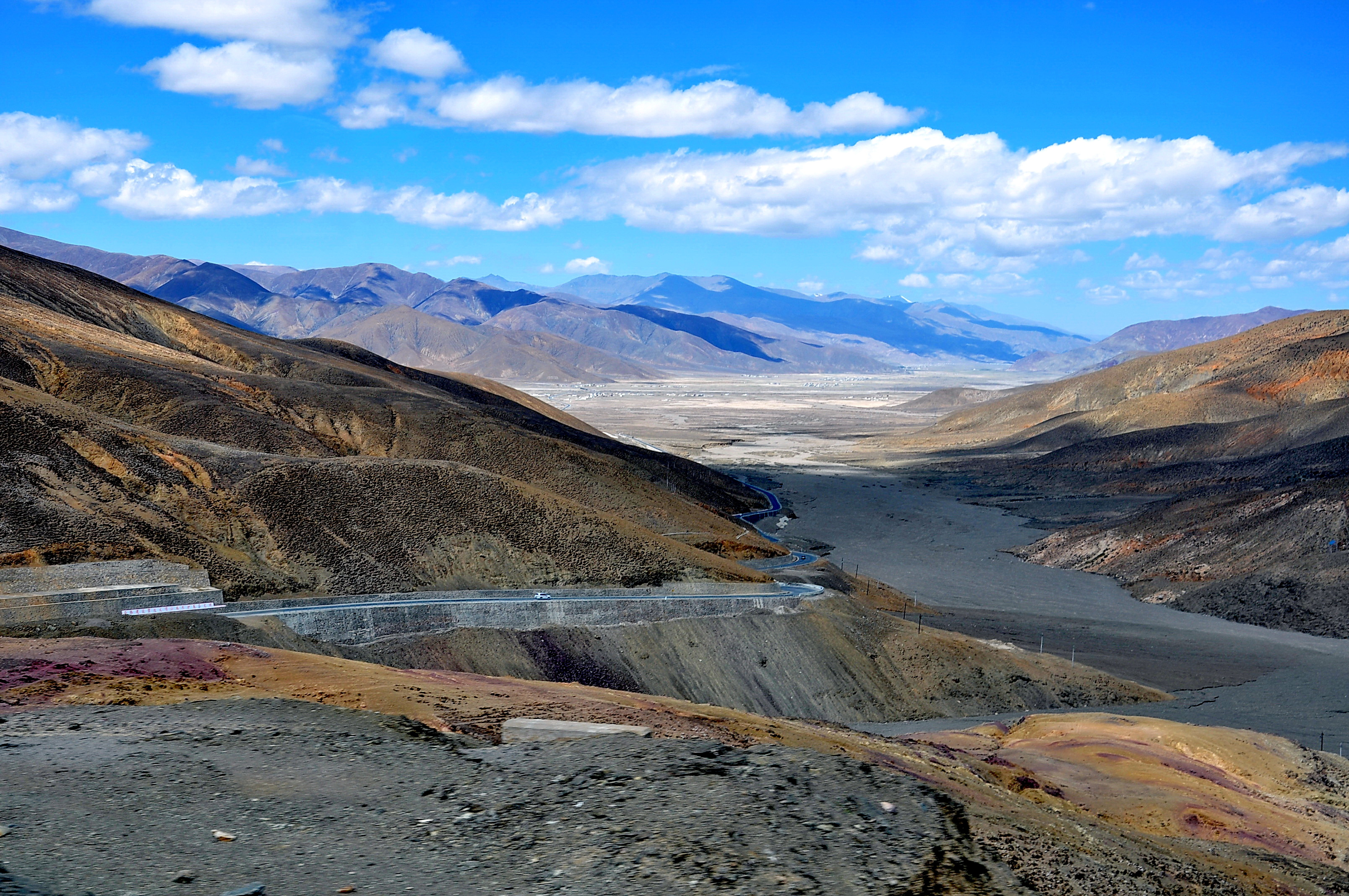
RN G318 (tratto cinese della Shanghai-Katmandu): Xiamude (dopo Tingri), prima del valico di Lalung (5 050 m).
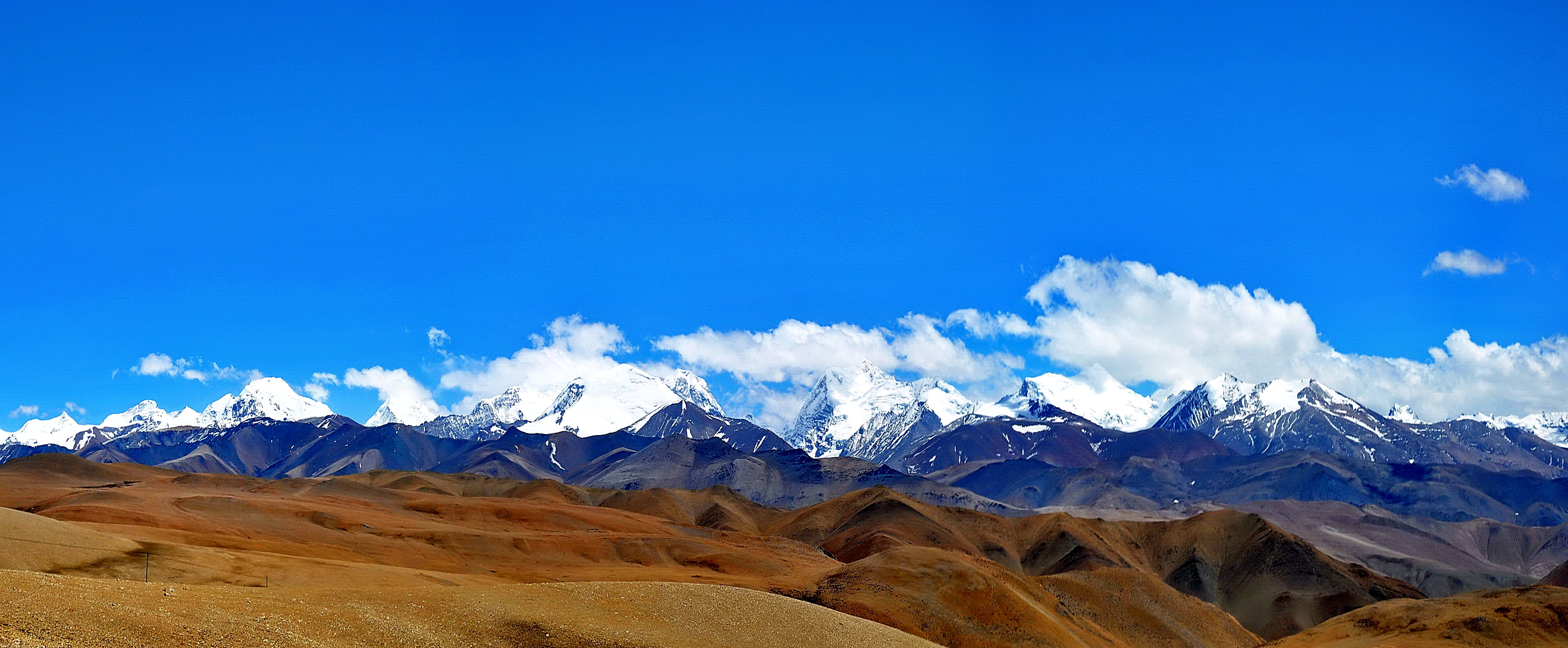
RN G318 (tratto cinese della Shanghai-Katmandu) al passo di Tong La (5 150 m): vista sul massiccio del Lapche Kang (7 367 m).
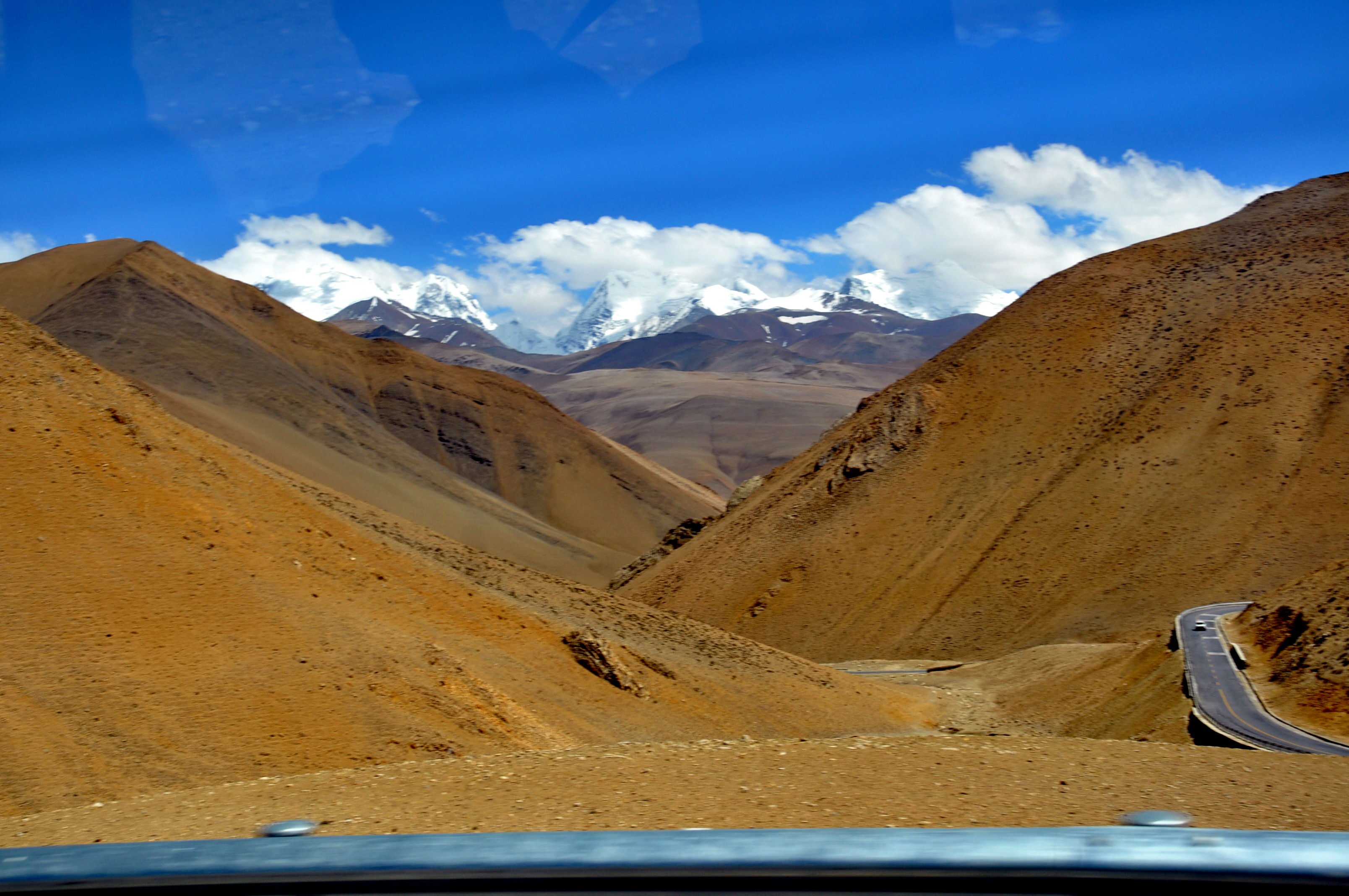
RN G318 (tratto cinese della Shanghai-Katmandu): discesa dal passo di Tong La.
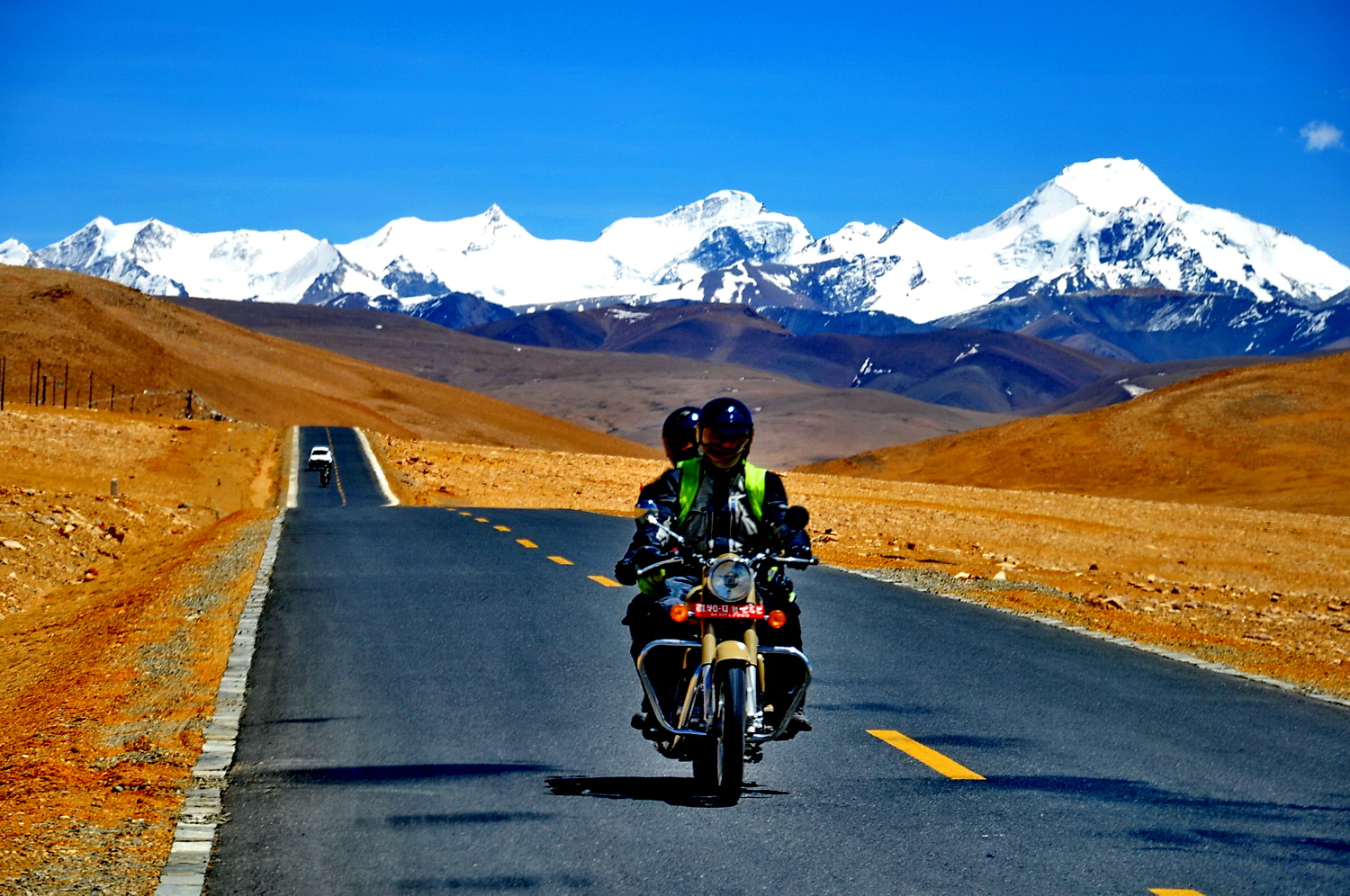
RN G318 (tratto cinese della Shanghai-Katmandu): tra i passi di Lalung La (5 050 m) e Tong La (5 150 m), col Lapche Kang (7 367 m) sullo sfondo.
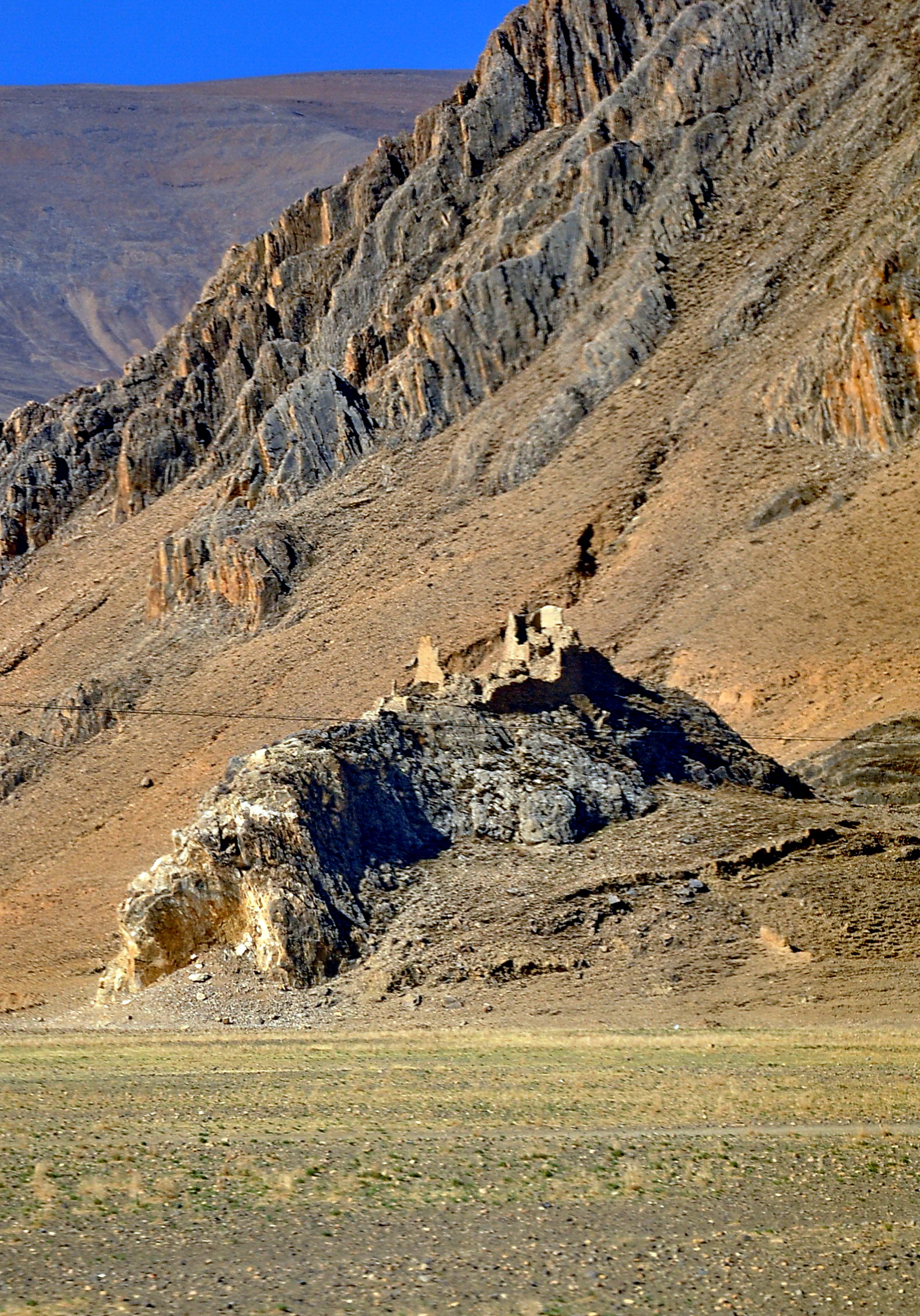
RN G318 (Shanghai-Katmandu): fortezza di frontiera (XVIII secolo).
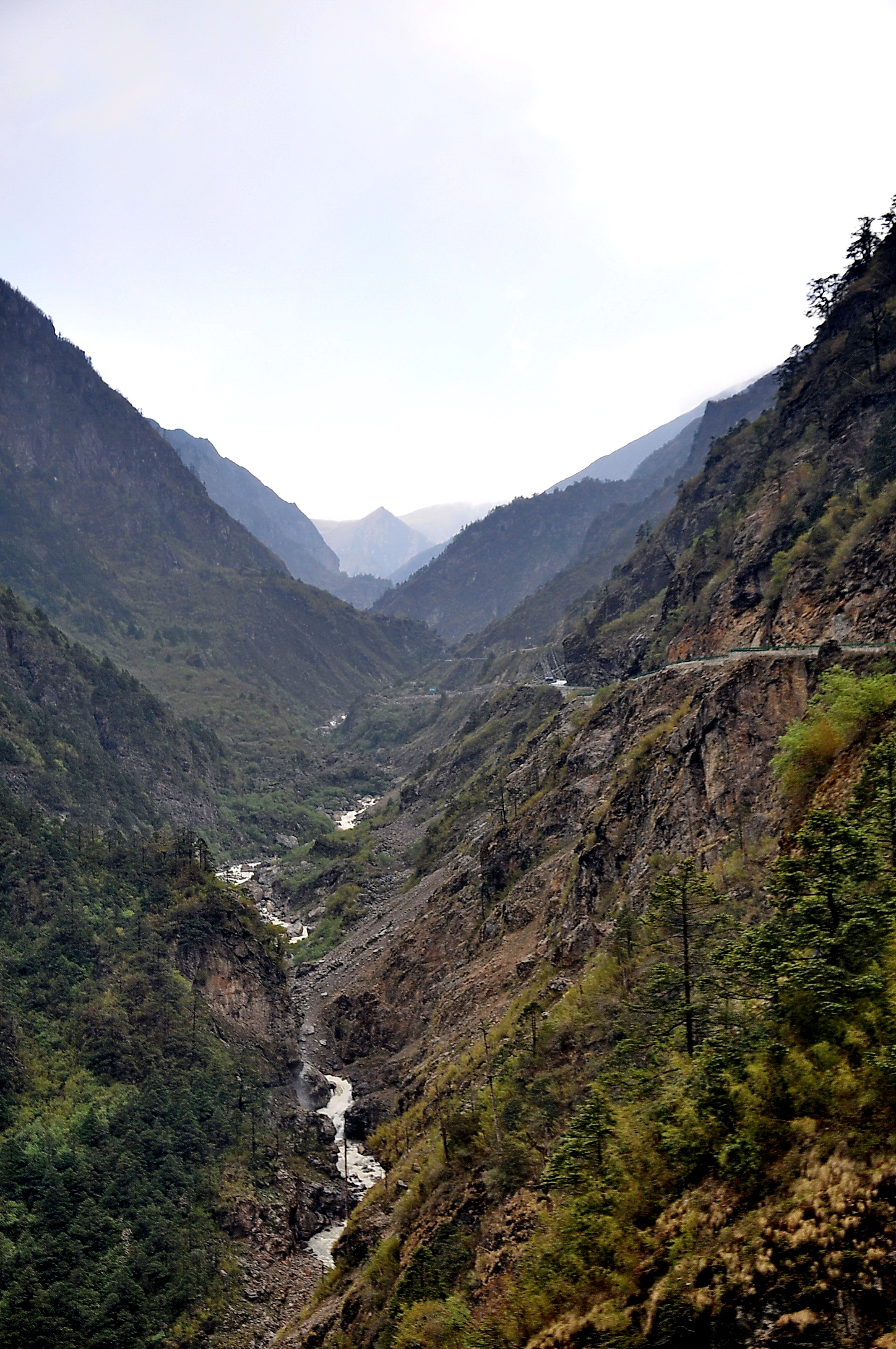
RN G318 (tratto cinese della Shanghai-Katmandu): le gole di Nyalam verso Zhangmu.
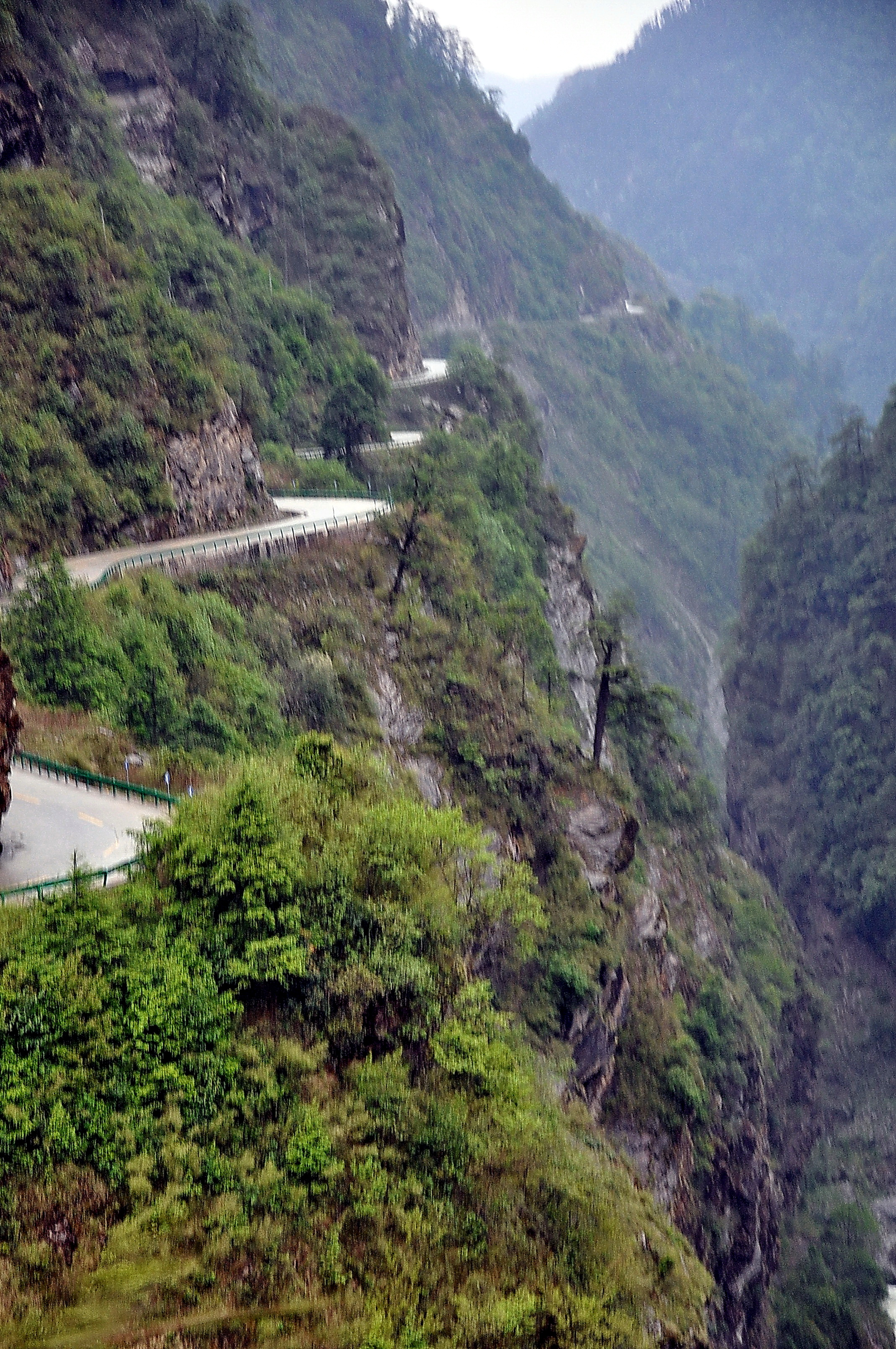
RN G318 (tratto cinese della Shanghai-Katmandu): le gole di Nyalam verso Zhangmu.
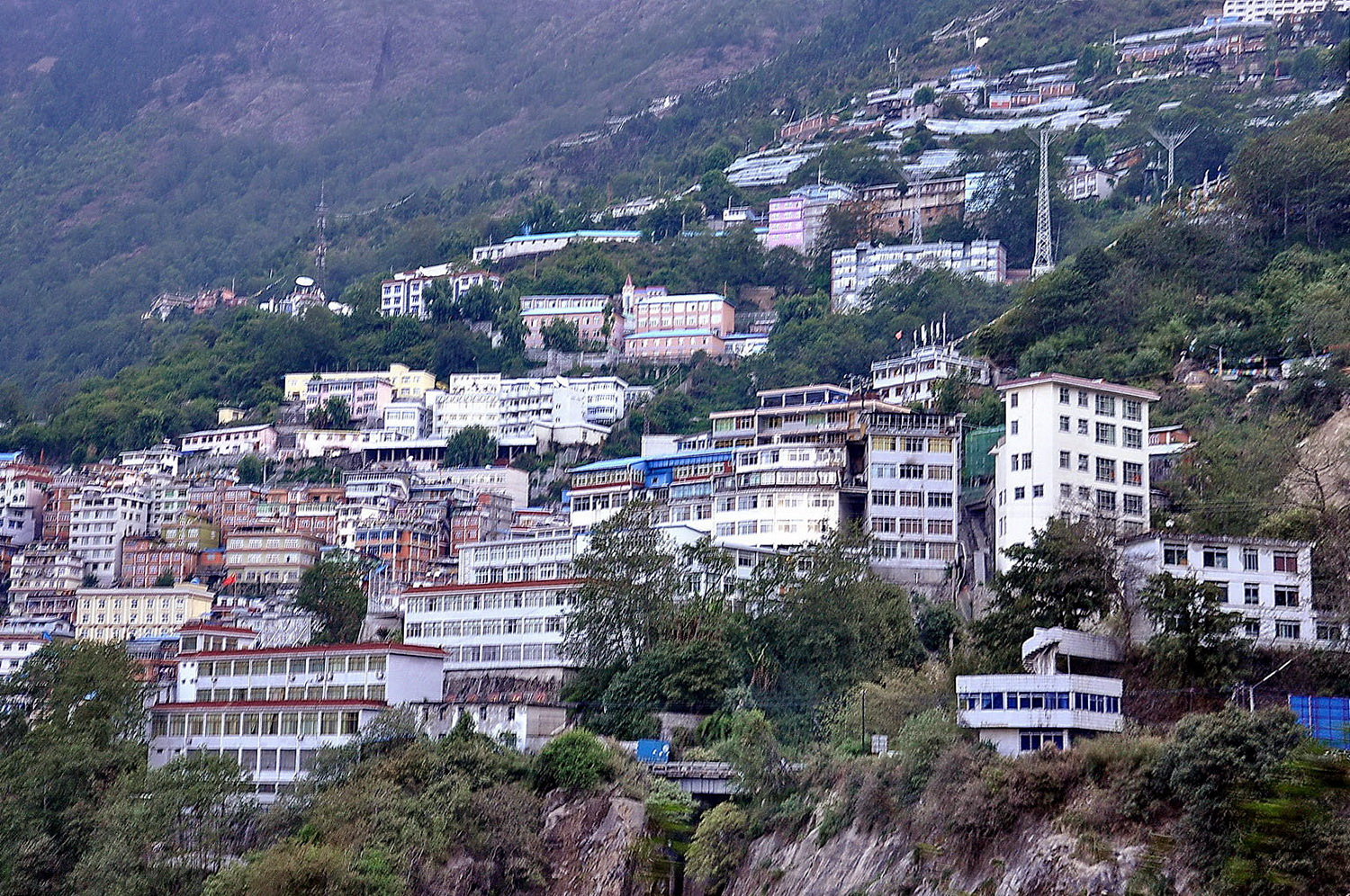
Zhangmu, città cinese di frontiera.
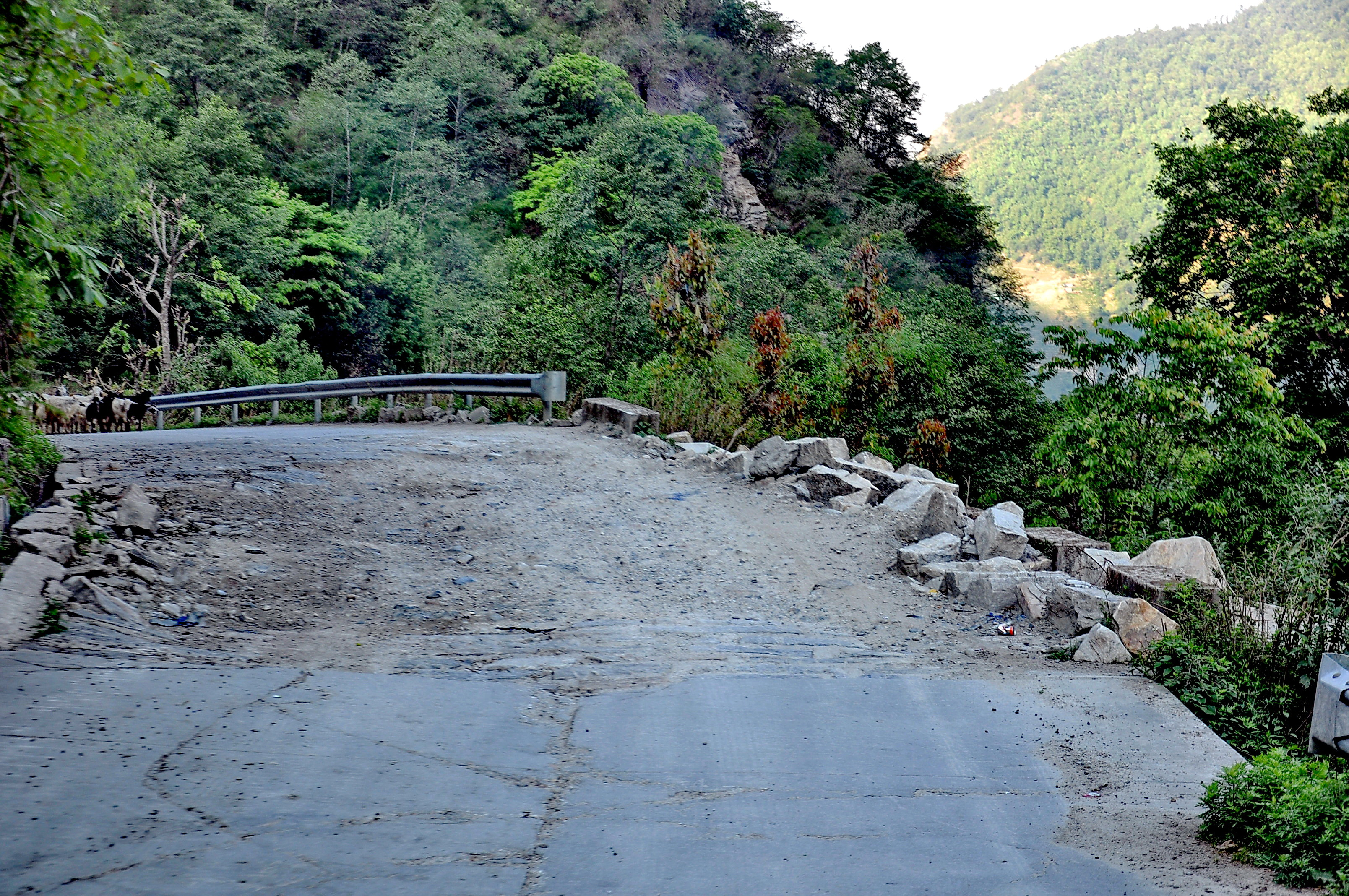
Le gole di Nyalam dopo Zhangmu: smottamento della strada (molto frequente nella stagione delle piogge).
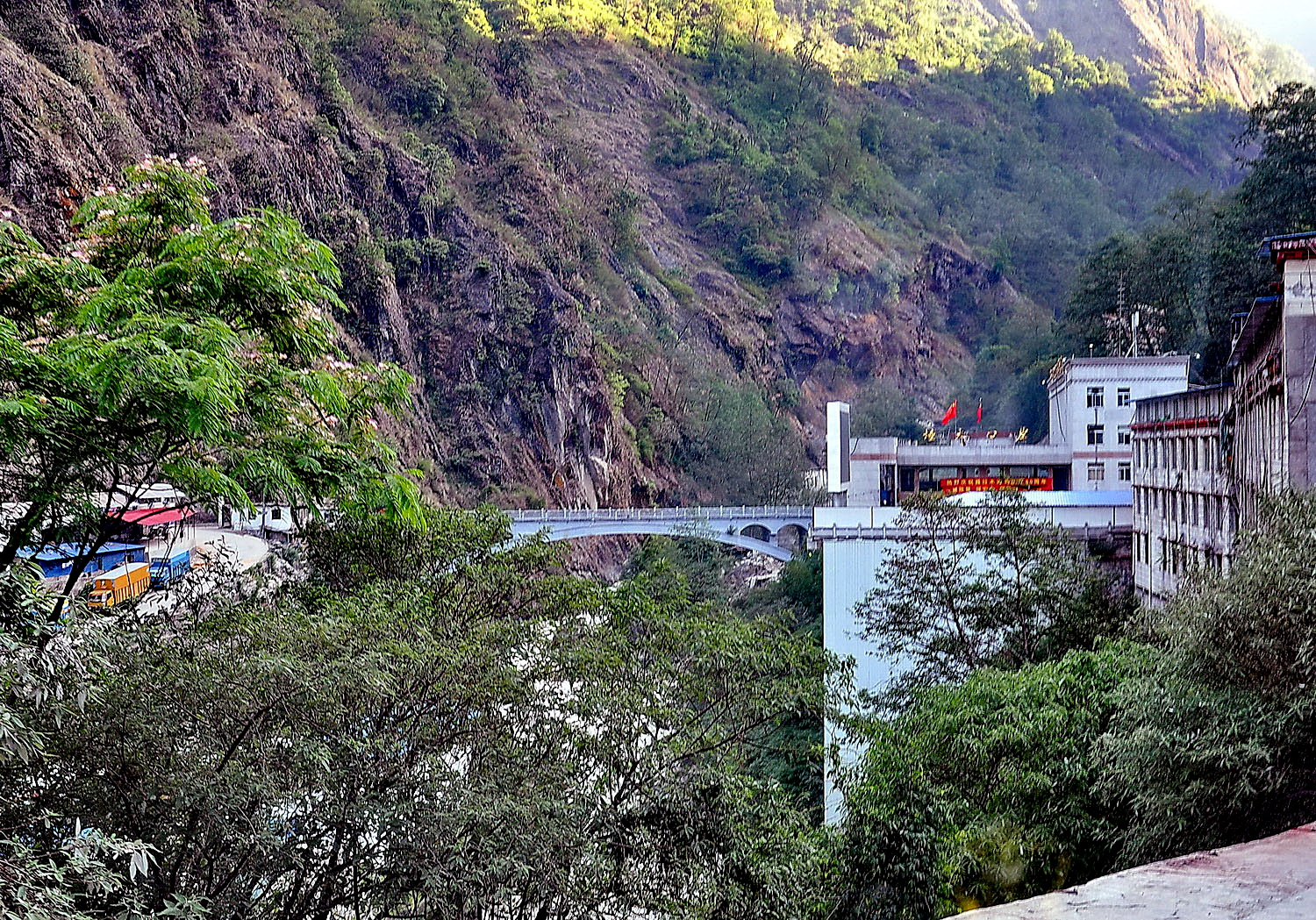
Ponte dell'Amicizia tra Zhangmu e Kodari.
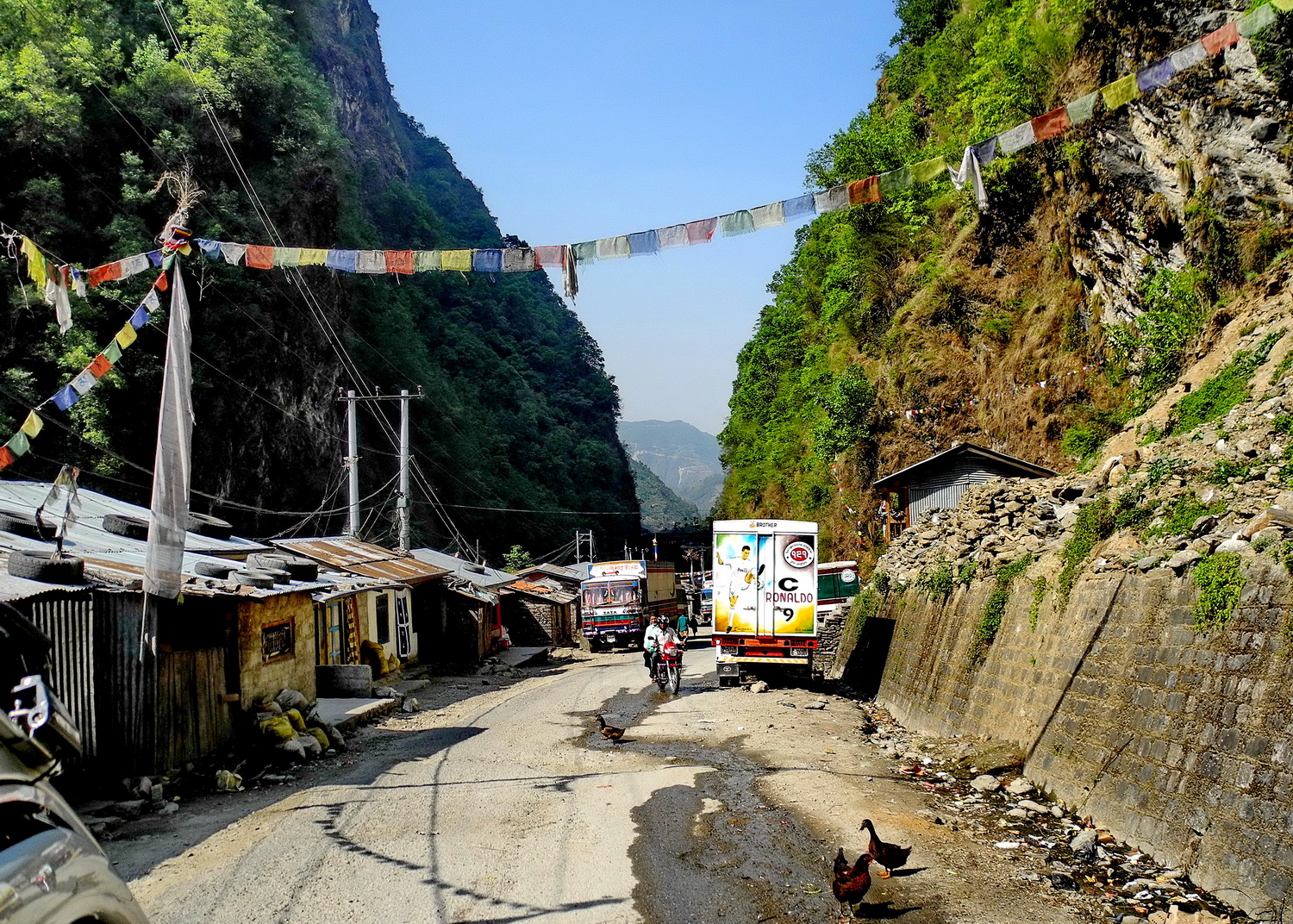
Arniko Rajmarg (tratto nepalese della Shanghai-Katmandu) a Kodari dopo la frontiera con la Cina.
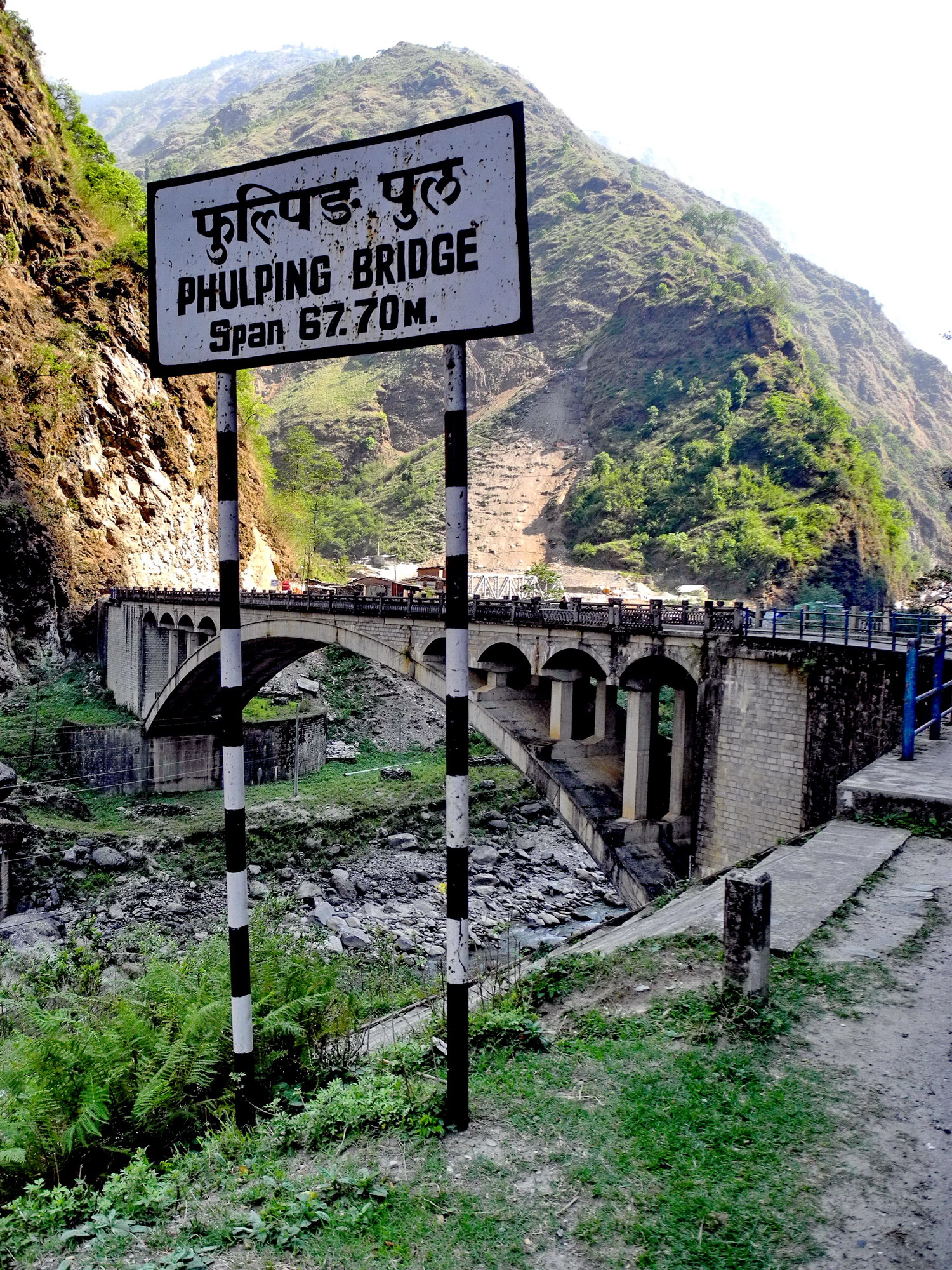
Arniko Rajmarg (tratto nepalese della Shanghai-Katmandu): ponte di Phulping, poco dopo la frontiera.
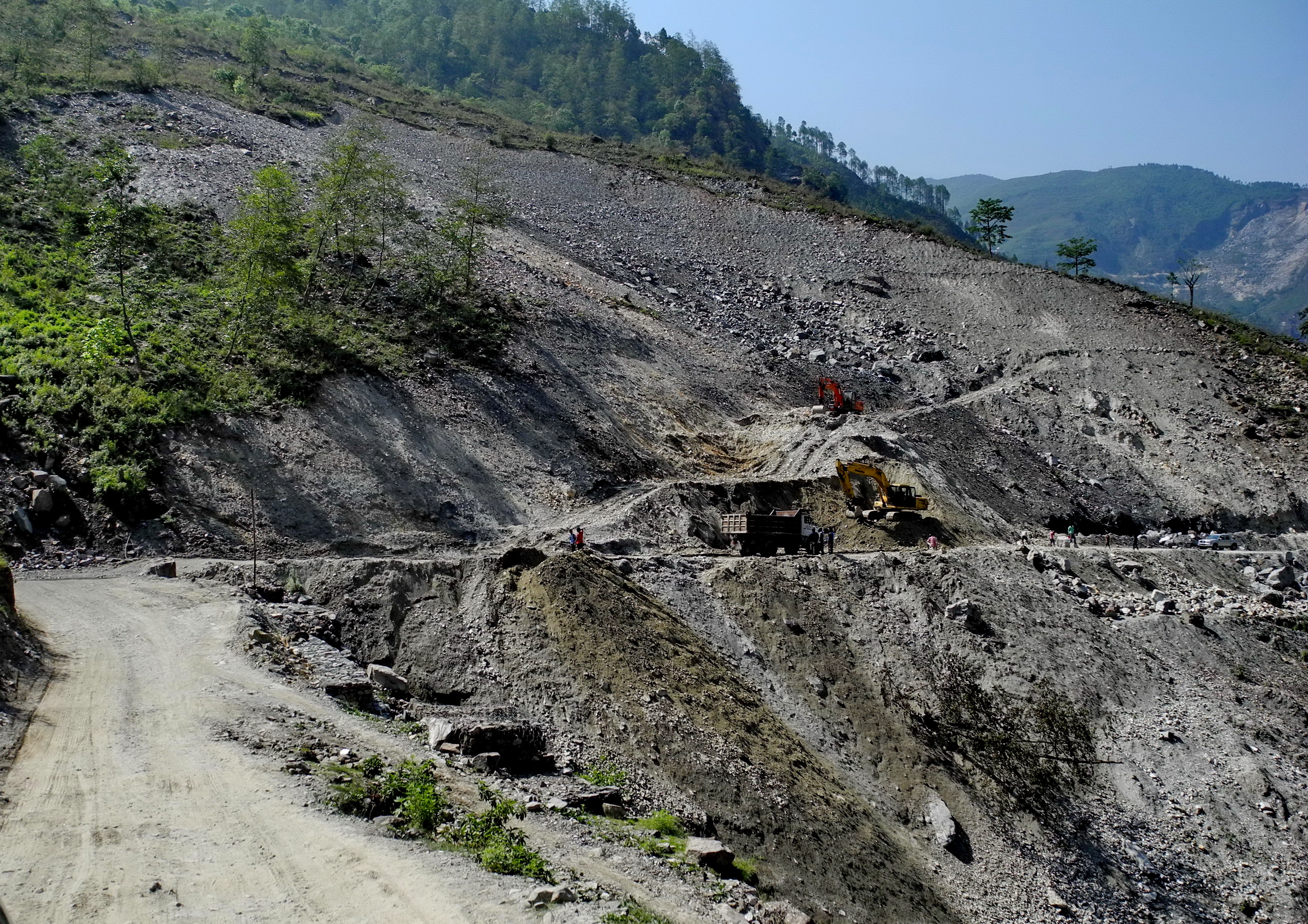
Arniko Rajmarg (tratto nepalese della Shanghai-Katmandu) a Kodari, subito prima della frontiera con la Cina.
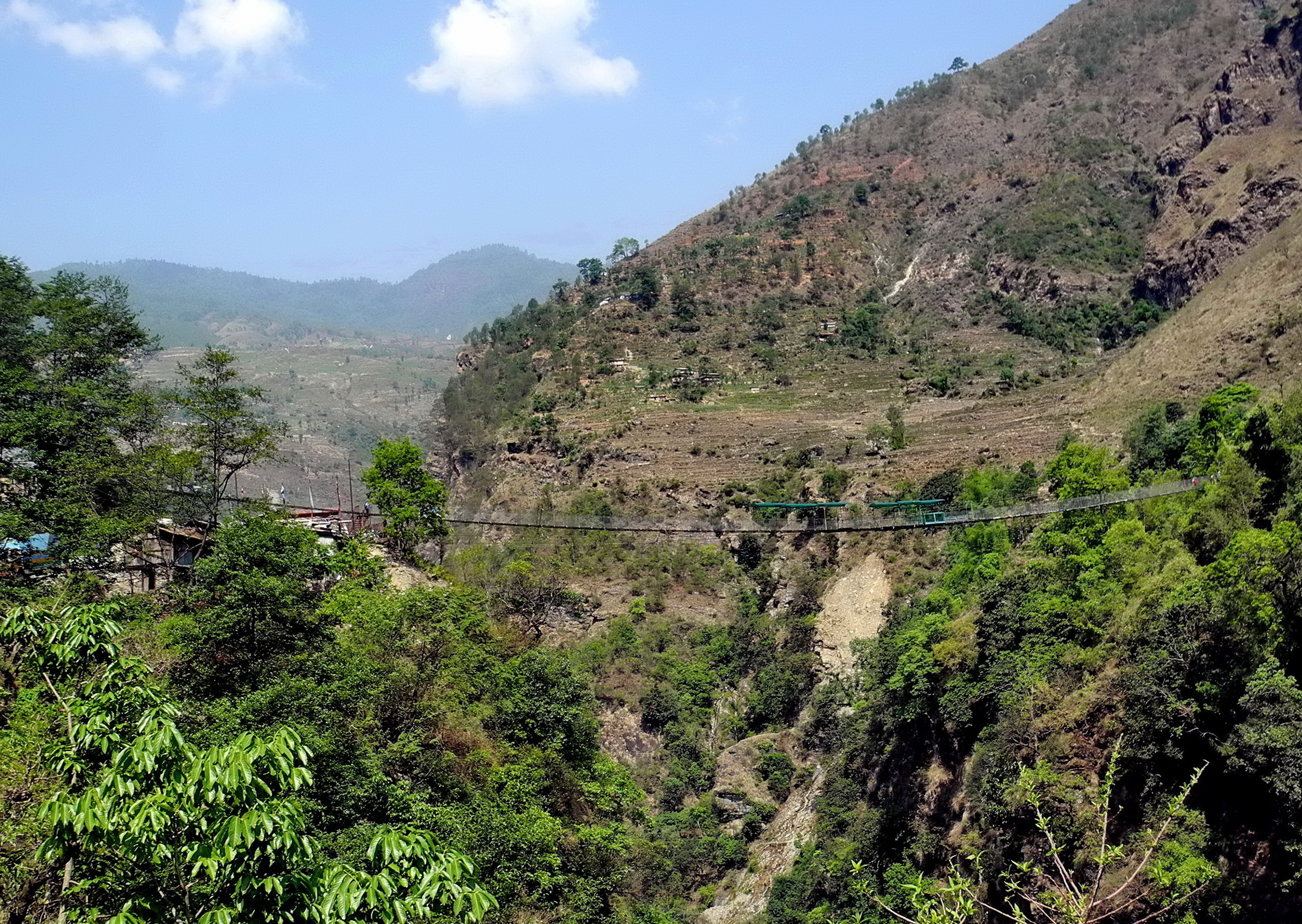
Kodari, ultimo ponte sul fiume Bothsé-Kosi.
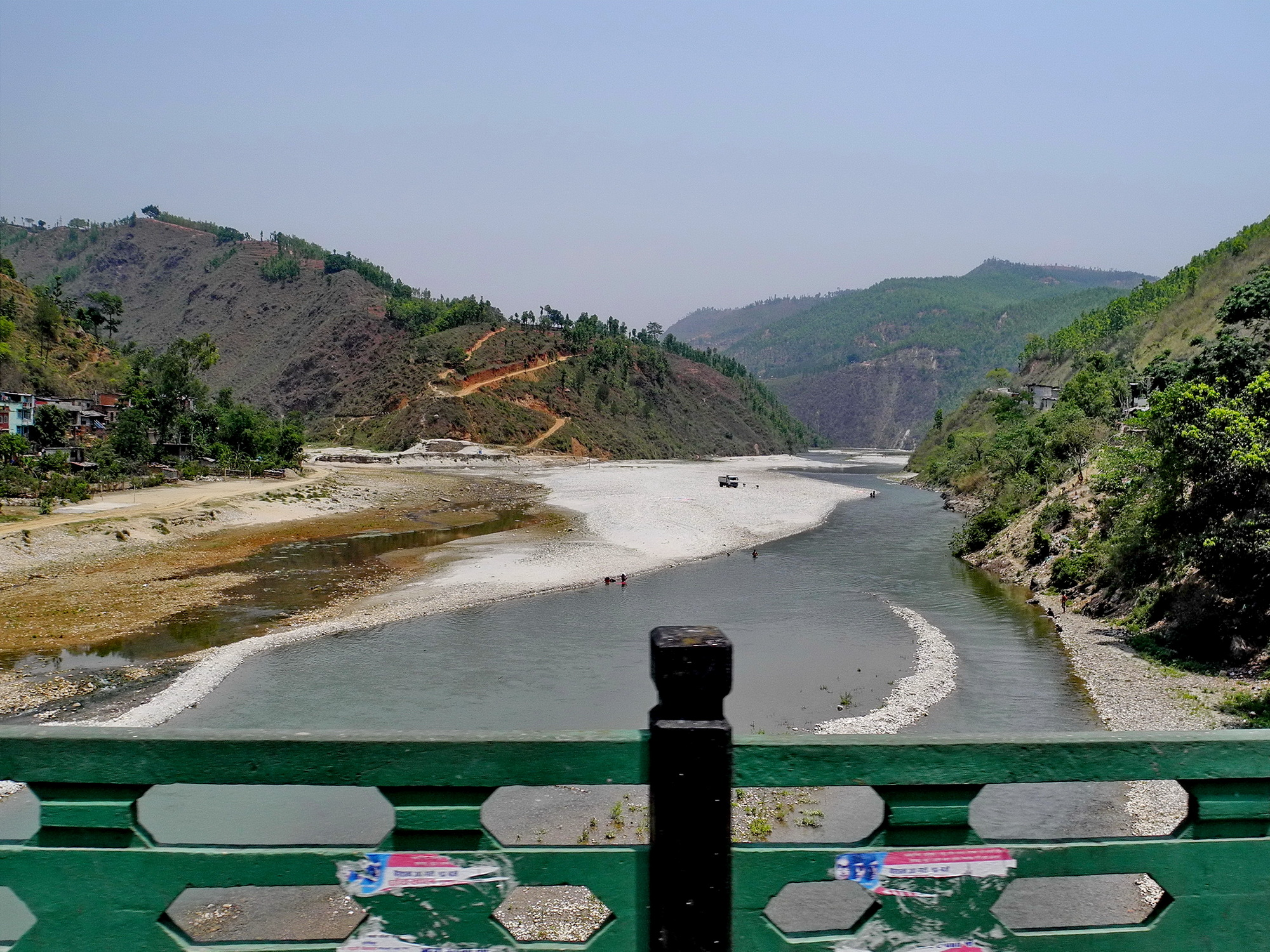
Ponte di Dolaghbat sul fiume Bothsé-Kosi.